# Cade (cheval)
Pour les articles homonymes, voir Cade.
Cade (1734–1756) était un important étalon fondateur de chevaux de course Pur-sang. Il était tête de liste des étalon en Grande-Bretagne et en Irlande en 1752, 1753, 1758, 1759 et 1760.

## Histoire
Élevé par Francis Godolphin, 2e comte de Godolphin, il était par le père fondateur Pur-sang, le Godolphin Arabian. De Roxana (1718) (par Bald Galloway), il était un propre frère du premier fils du Goldophin Arabian, Lath (poulain bai de 1732). Orphelin de Roxana à l'âge de 10 jours, il a été élevé au lait de vache .

## Carrière de course
En 1740, il bat Sedbury (poulain alezan de 1734 par Partner), Elephant et Blacksilver pour remporter le King's Plate. L'année suivante, en avril, il termine deuxième derrière Sedbury dans le King's Plate, battant Countess et Elephant. Il a ensuite couru deuxième dans une course de 50 £ en juillet 1744 à Molorro (bl. c. 1736). Cade a ensuite été vendu à Thomas Meredith d'Easby en 1745, pour qui il a fini troisième dans une bourse de 50 guinées à Bucephalus (ch.g. 1738) et Starling.

## Au haras
Cade a eu plus de succès en tant qu'étalon qu'en tant que cheval de course, devenant tête de liste en Angleterre en 1752, 1753, 1758, 1759 et 1760. Sa meilleure progéniture comprenait :
- Cade Mare : 1751 pouliche grise, mère de Mambrino (cheval), également 19e mère d'Alysheba
- Changeling : poulain bai de 1747, propre frère de Matchem, père de Le Sang
- Kitty Fisher : pouliche grise de 1756, envoyée aux USA, dans le pedigree de Boston
- Matchem : trois fois meilleur étalon, l'une des trois lignées paternelles à produire des Pur-sang modernes
- Silvio : poulain bai 1754, vainqueur de la Richmond Gold Cup 1764
- Warrens Sportsman : poulain bai de 1753, père de mère de Potoooooooo et du vainqueur du Derby Sir Thomas.
- Wildair : poulain bai de 1753, envoyé aux États-Unis, finalement ramené en Angleterre
- Young Cade : poulain bai de 1747, inédit mais père important